# The God Complex
"The God Complex"  (intitulado "O Complexo de Deus" no Brasil) é o décimo primeiro episódio da sexta temporada da série de ficção científica britânica Doctor Who, transmitido originalmente através da BBC One em 17 de setembro de 2011. Foi escrito por Toby Whithouse e dirigido por Nick Hurran.
No episódio, o alienígena viajante do tempo conhecido como o Doutor (Matt Smith) e seus acompanhantes, o casal Amy Pond (Karen Gillan) e Rory Williams (Arthur Darvill), ficam presos no que parece ser um hotel dos anos 1980 com corredores em constante mudança. Eles conhecem outros humanos e um alienígena que também apareceram no local, sem ter ideia de como chegaram lá. O Doutor descobre que cada quarto do lugar contém o maior medo de alguém que esteve nele, e que uma criatura parecida com o Minotauro (interpretado por Spencer Wilding) está se alimentando de sua fé.
Whithouse desenvolveu originalmente o conceito de "The God Complex" para a temporada anterior, mas devido a ser semelhante ao outros episódios nela, ele contribuiu com "The Vampires of Venice" ao invés disso. O episódio termina com a saída de Amy e Rory, embora esta não tenha sido permanente. Foi filmado durante os primeiros meses de 2011, principalmente em cenários construídos para o hotel. O episódio foi visto por 6,77 milhões de espectadores no Reino Unido e recebeu críticas geralmente positivas. Embora as atuações no episódio, especialmente a de Smith, tenham sido elogiadas, nem todos os críticos ficaram impressionados com o enredo.

## Enredo
O Doutor, Amy e Rory chegam a uma estrutura no espaço disfarçada de um hotel da Terra dos anos 1980. Uma criatura alienígena parecida com um Minotauro está no local consumindo todos que ficaram presos aqui, que por sua vez é um prisioneiro que está com dor e deseja acabar com sua vida. Ele atrai suas vítimas para entrar em um dos muitos quartos do hotel que contém ilusões de seus maiores medos, sobre os quais eles sofrem lavagem cerebral para "louvá-lo" e se permitirem serem levados. O lugar é inescapável e seus corredores e quartos podem mudar de repente. O Doutor, Amy e Rory logo descobrem que a TARDIS também desapareceu e o Doutor os avisa para não abrirem nenhuma porta para a qual sejam atraídos, por medo de serem possuídos. Joe, Howie e Rita — humanos que foram tirados de suas vidas rotineiras pelos sistemas automatizados desta prisão para alimentar a criatura — são possuídos e mortos. Enquanto exploram mais o hotel, Amy e o Doutor são atraídos separadamente para olhar dois quartos específicos, enfrentando seus próprios medos.
O Doutor supõe que o hotel e seus quartos foram, por natureza, feitos para fazer as vítimas recuarem em sua fé, assustando-as para permitir que a criatura as possua. Ele percebe que é a confiança de Amy nele que está sendo desafiada; é essa fé que os trouxe ao hotel em primeiro lugar. Amy logo fica possuída como os outros e quando a criatura vem atrás dela, o Doutor e os demais a agarram e levam de volta para o quarto que ela abriu anteriormente. Lá dentro, encontram a ilusão da Amy jovem, Amelia, esperando o Doutor retornar. Ele afirma a ela que não é um herói para quebrar sua confiança nele; uma vez que isso é feito, a criatura do lado de fora da porta cai no chão. Enquanto eles assistem, o hotel é revelado como parte de uma grande simulação. O Doutor encontra sua TARDIS por perto e então leva Amy e Rory de volta para Londres, acreditando que é melhor para os dois pararem de viajar com ele antes que acabem sendo mortos.

### Continuidade
Várias referências a espécies passadas de Doctor Who são exibidas ao longo da parede de fotos das vítimas passadas da criatura, incluindo um Sontaran, um Judoon, uma Irmã da Plenitude (de "New Earth") e um Tritovore (de "Planet of the Dead"). O Doutor identifica a besta como sendo de uma espécie que é distantemente relacionada aos Nimon, anteriormente um inimigo dele no serial The Horns of Nimon (1979-80); o grupo também testemunha duas ilusões de Weeping Angels, dos episódios "Blink", "The Time of Angels" e "Flesh and Stone". A jovem Amelia é mostrada esperando seu "Doutor maltrapilho" retornar do episódio "The Eleventh Hour." O Doutor, sendo forçado a quebrar a fé de Amy nele, ecoa um evento anterior em The Curse of Fenric (1989), onde o Sétimo Doutor é forçado a quebrar a fé de Ace nele. Em Embora o público não veja o conteúdo da sala número 11 que o Doutor é atraído a abrir, o som do sino do claustro da TARDIS pode ser ouvido. Em "The Time of the Doctor" é revelado que ele viu uma a rachadura no universo, tema principal de sua primeira temporada. Este episódio é a quarta vez na série de televisão em que o Doutor força seus acompanhantes a deixar a TARDIS, seguindo Susan Foreman e Sarah Jane Smith, bem como Adam Mitchell.
O episódio também apresenta os Tivolianos, uma raça de alienígenas covardes que sobrevivem permitindo-se docilmente ser conquistados por outras espécies regularmente. Os episódios escritos por Whithouse na  nona temporada,  "Under the Lake" e "Before the Flood", apresentam outro Tivoliano chamado Prentis, interpretado por Paul Kaye.

## Produção

### Roteiro

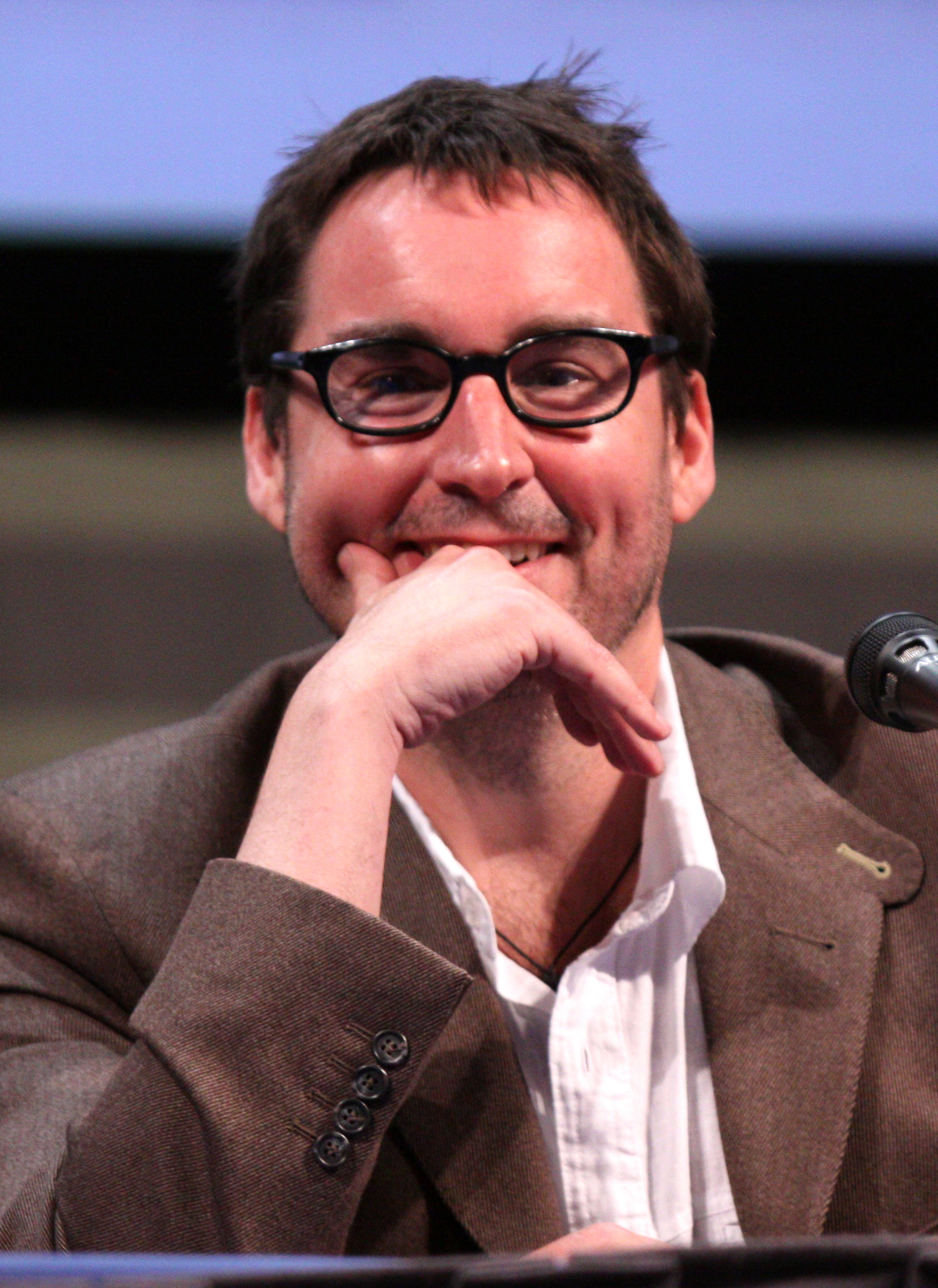
O episódio foi escrito por Toby Whithouse, que originalmente planejou escrevê-lo para a quinta temporada.

O showrunner da série, Steven Moffat, originalmente lançou a ideia de um hotel com quartos móveis para o roteirista Toby Whithouse para a quinta temporada. No entanto, conforme a produção continuava, Moffat acreditava que havia muitos casos em que os personagens estavam correndo por corredores nela, então Whithouse escreveu "The Vampires of Venice" ao invés disso e "The God Complex" foi adiado para a sexta temporada. A ideia de ter um Minotauro como monstro veio do amor do roteirista pela mitologia grega. Whithouse ficou mais satisfeito com "The God Complex" do que com "School Reunion" e "The Vampires of Venice", seus roteiros anteriores para Doctor Who, pois o tom era mais sombrio, no que ele ficava "mais confortável" escrevendo.
A primeira linha do diálogo que Whithouse escreveu foi a tradução do Doutor das palavras do Minotauro: "Uma criatura antiga, encharcada no sangue dos inocentes, vagando no espaço através de um labirinto interminável e inconstante. Para tal criatura, a morte seria um presente". O Minotauro então diz a ele que não estava falando de si mesmo, mas dele. Este é um prenúncio da morte do Doutor, o arco da história da temporada. A saída de Amy e Rory no episódio foi apenas temporária; eles retornam no último episódio da temporada, "The Wedding of River Song"  e aparecem brevemente no final do especial de Natal de 2011. Eles saem permanentemente do programa no quinto episódio da sétima temporada.

### Filmagens e figurinos
A leitura do roteiro de "The God Complex" ocorreu em fevereiro de 2011. Foi então filmado principalmente em cenários construídos em estúdio. O primeiro encontro do Doutor, Amy e Rory com um medo no hotel são os bonecos de ventríloquo encontrados no quarto de Joe; Whithouse queria incluir algo "grande e ousado" e observou que havia "algo macabro nos manequins de ventríloquo". Muitos membros da produção foram trazidos para operar os manequins, a maioria deles tendo que se deitar embaixo deles no chão.  O ator que interpretou o Minotauro, Spencer Wilding, tinha um metro e noventa de altura. Wilding recebeu uma prova do traje no início de 2011, após a qual foi enfeitado com tinta e pele.
David Walliams foi convidado para aparecer no episódio por e-mail e ele concordou, sendo fã do programa. Ele já havia aparecido no áudio-drama do Quinto Doutor, Phantasmagoria, onde interpretou dois personagens distintos. Matt Smith chamou seu colega de elenco de "hilário" e achou difícil levá-lo a sério, pois quando ele estava com suas próteses para o papel, parecia uma toupeira gigante. As próteses levaram cerca de duas horas para serem aplicadas. Walliams achou que a maquiagem não era limitante para sua atuação, achando-a "bastante expressiva".

### Recepção critica

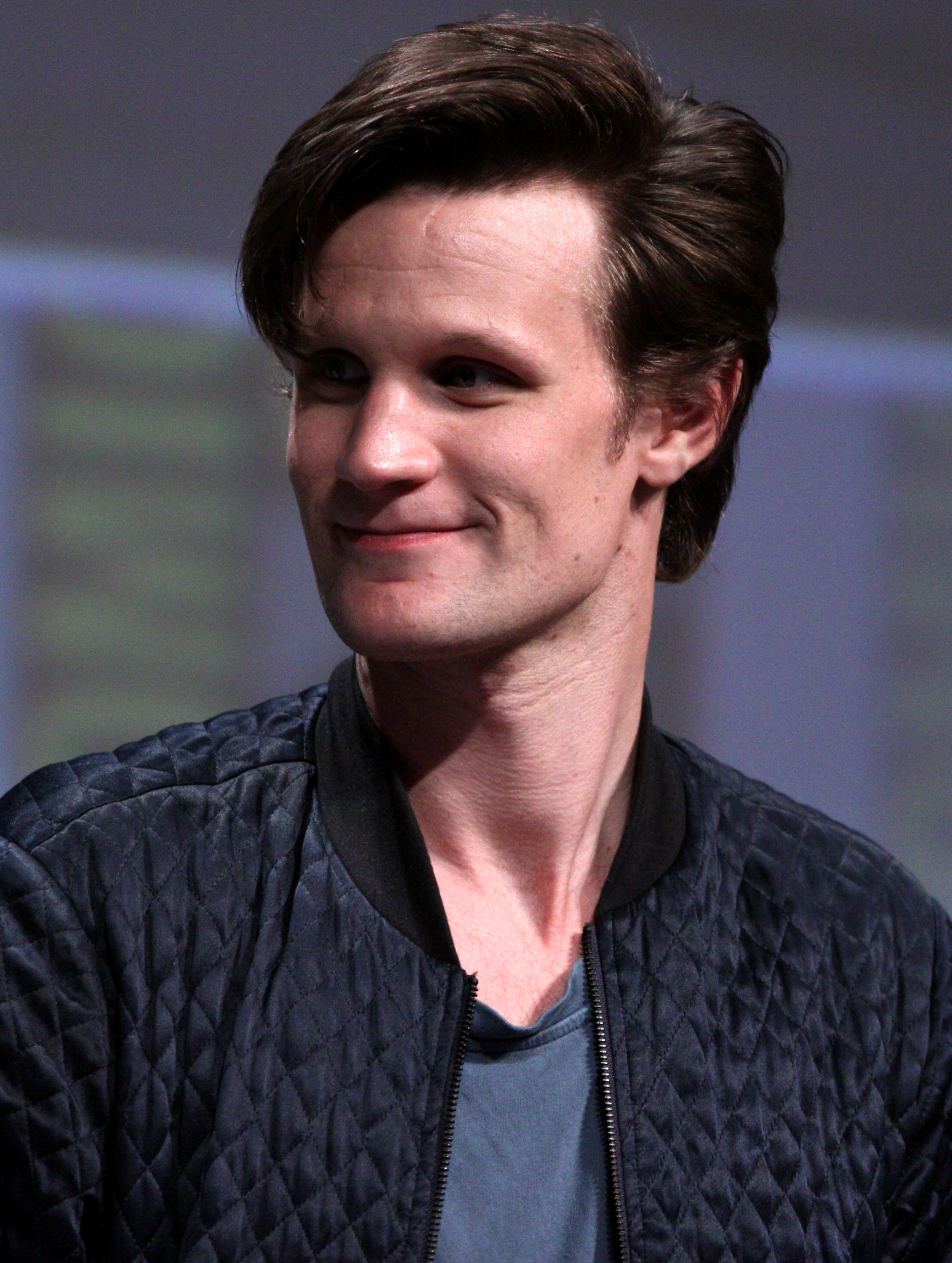
Matt Smith foi aclamado por sua atuação como o Doutor em "The God Complex".